# Antoine Marie Joseph Maire
Pour les articles homonymes, voir Maire.
Antoine Marie Joseph Maire, dit Maire-Neveu est un homme politique français né le 30 novembre 1804 à Gray (Haute-Saône) et mort le 10 juin 1857 à Montbard. Négociant de profession, proche des idées socialistes, il est maire de Montbard de 1848 à 1850 et député de 1848 à 1849.

## Biographie
Antoine Maire, dit Maire-Neveu, nait le 30 novembre 1804 à Gray (Haute-Saône). Sa fille épouse Anatole Hugot, futur député puis sénateur.
Négociant, il est élu conseiller général en 1842, puis devient, maire de Montbard en 1848.
Député de la Côte-d'Or de 1848 à 1849, il siège à gauche et est acquis aux idées socialistes. Il vote notamment pour le bannissement de la famille d'Orléans, l'ensemble de la Constitution et l'amendement Grévy, et contre la proposition Rateau et l'expédition de Rome.
Il est suspendu puis révoqué de ses fonctions de maire, en août 1850, après le passage mouvementé de Louis-Napoléon Bonaparte à Montbard, son demi-frère étant monté sur le carrosse pour crier « Vive la République »,.
En août 1851, il ne fait plus partie du conseil municipal ni du conseil général puis, est poursuivi, comme son frère, pour ses opinions socialistes après le Coup d'État du 2 décembre 1851 et, est condamné à l'exil,. Il part en compagnie de François Auguste Bruckner en Belgique puis, s'installe aux États-Unis avant de revenir à Montbard. Il meurt dans cette ville le 10 juin 1857.

## Sources
- « Antoine Marie Joseph Maire », dans Adolphe Robert et Gaston Cougny, Dictionnaire des parlementaires français, Edgar Bourloton, 1889-1891 [détail de l’édition]